# Monasterio de Helfta

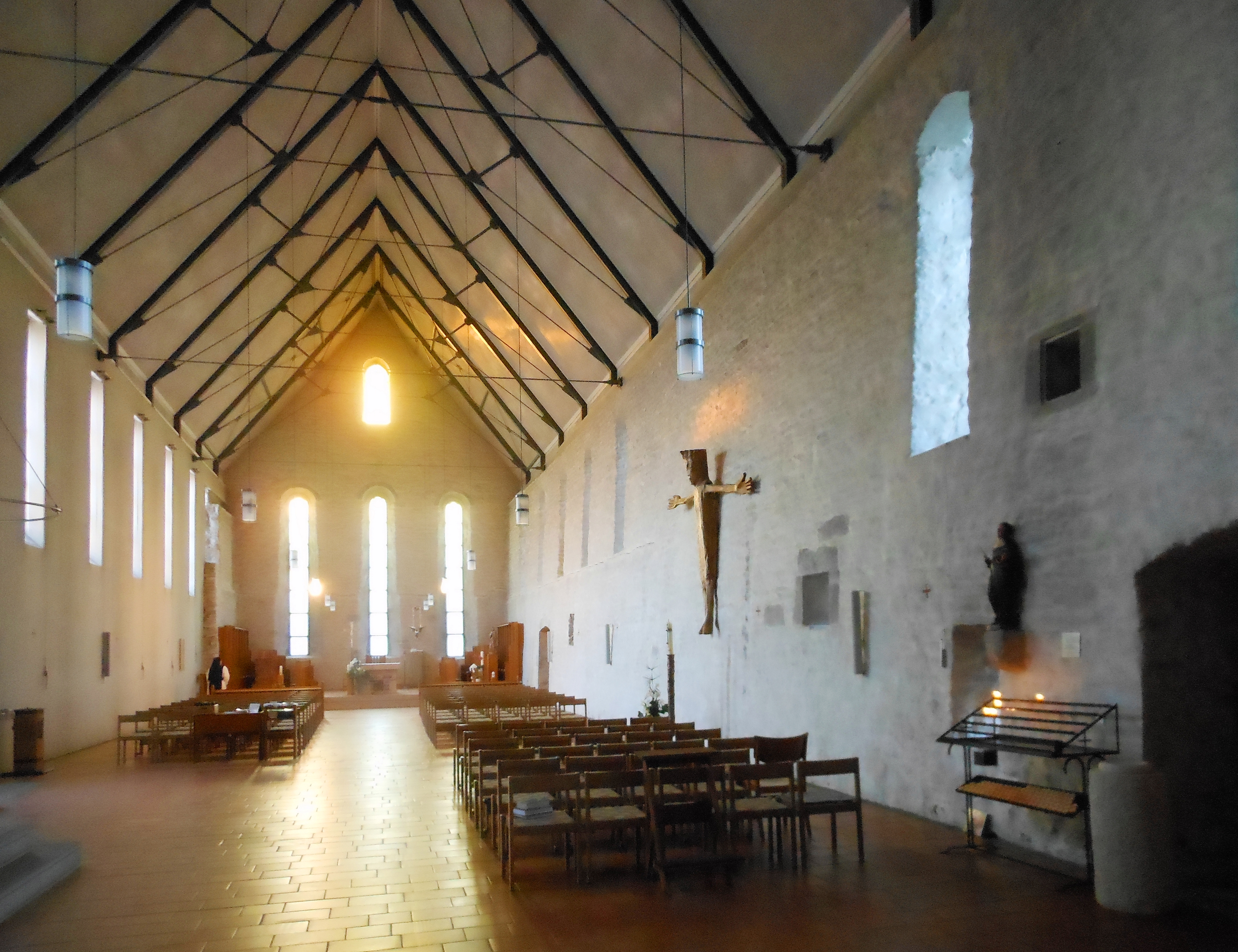
Interior de la iglesia conventual de Helfta (2013).

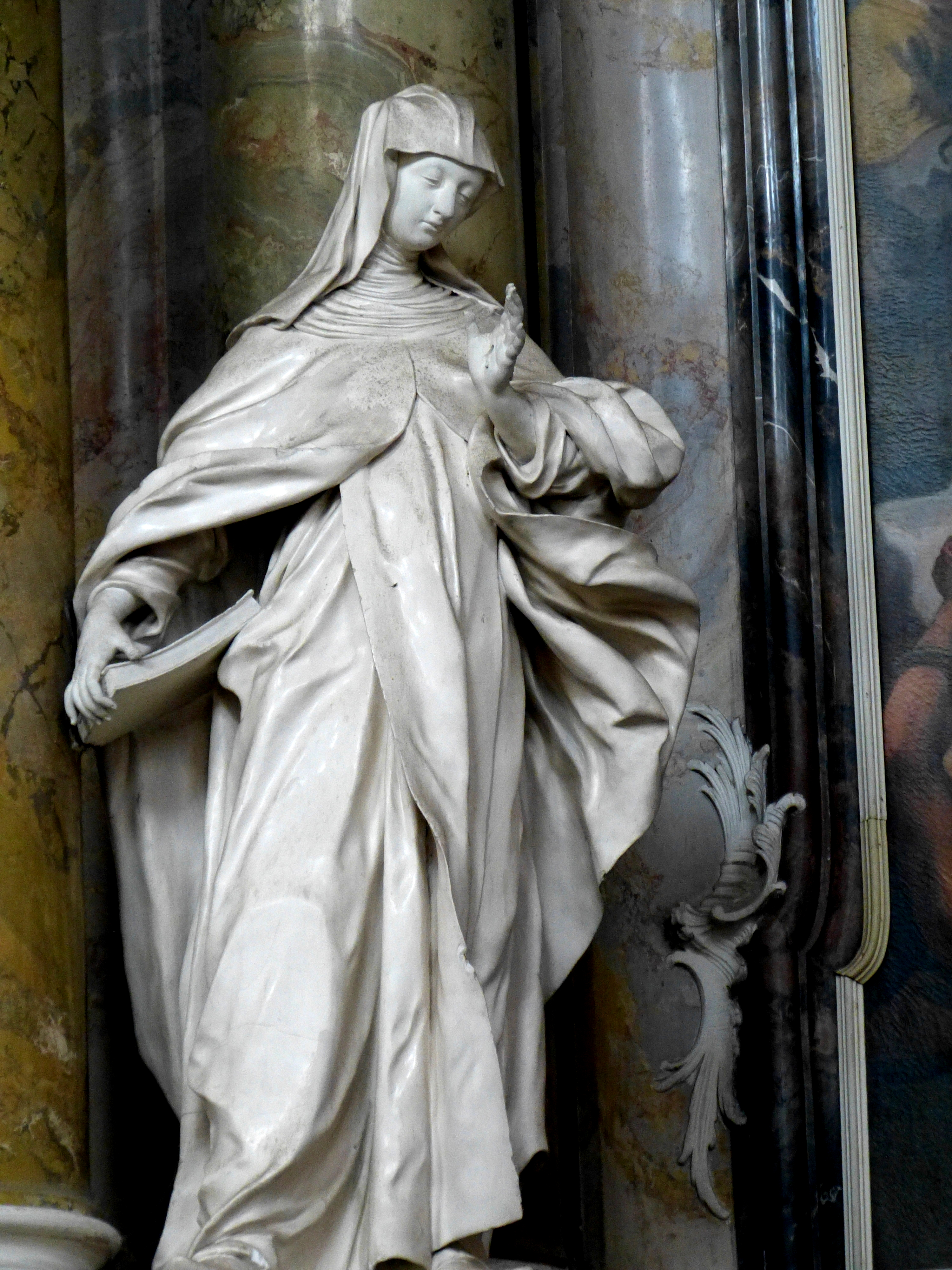
Matilde de Hackeborn esculpida por Johann Georg Üblhör en el retablo de San Juan Nepomuceno. Monasterio de Engelszell, Engelhartszell (Austria).

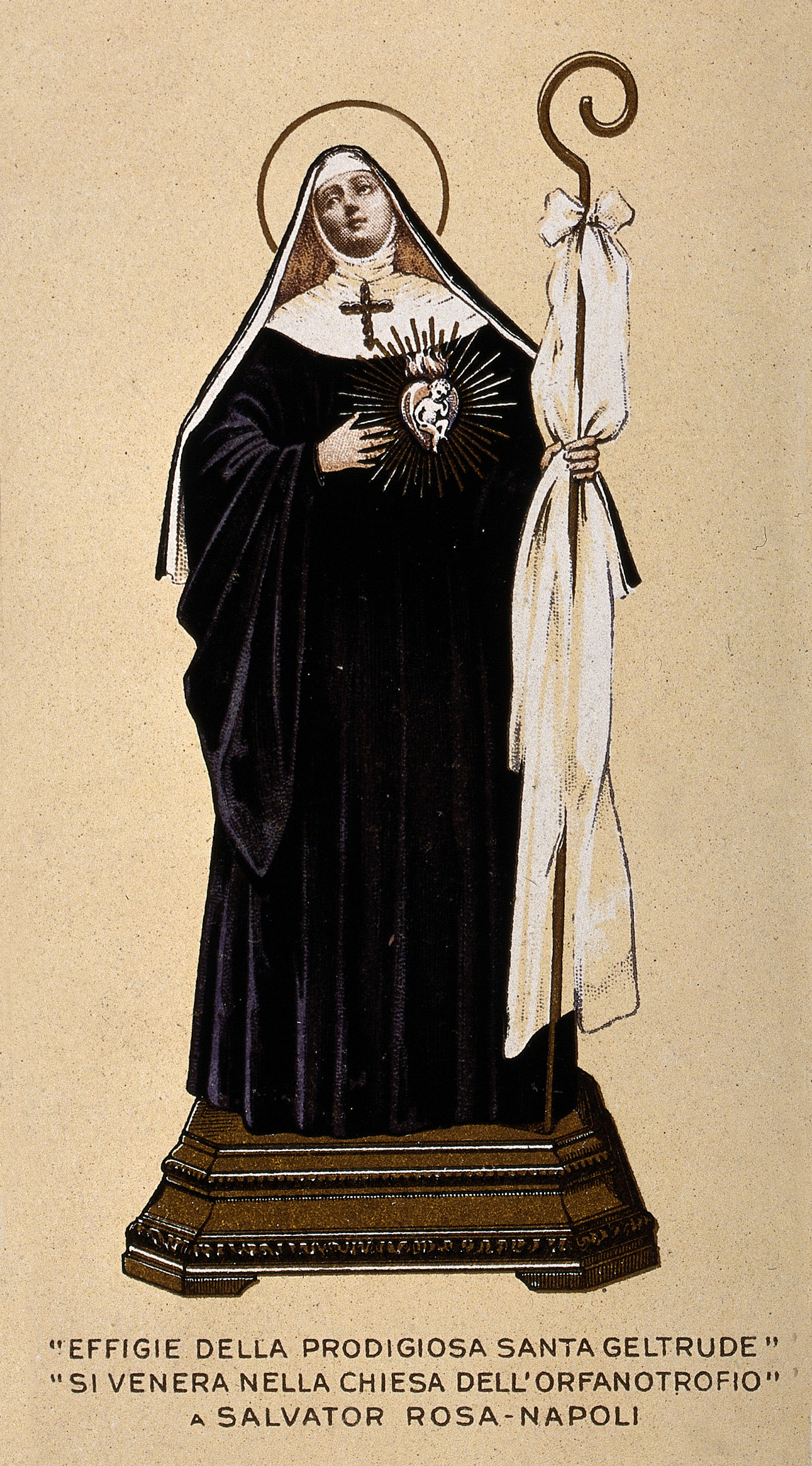
Estampa italiana que reproduce una imagen de santa Gertrudis la Magna en el orfanato de Nápoles

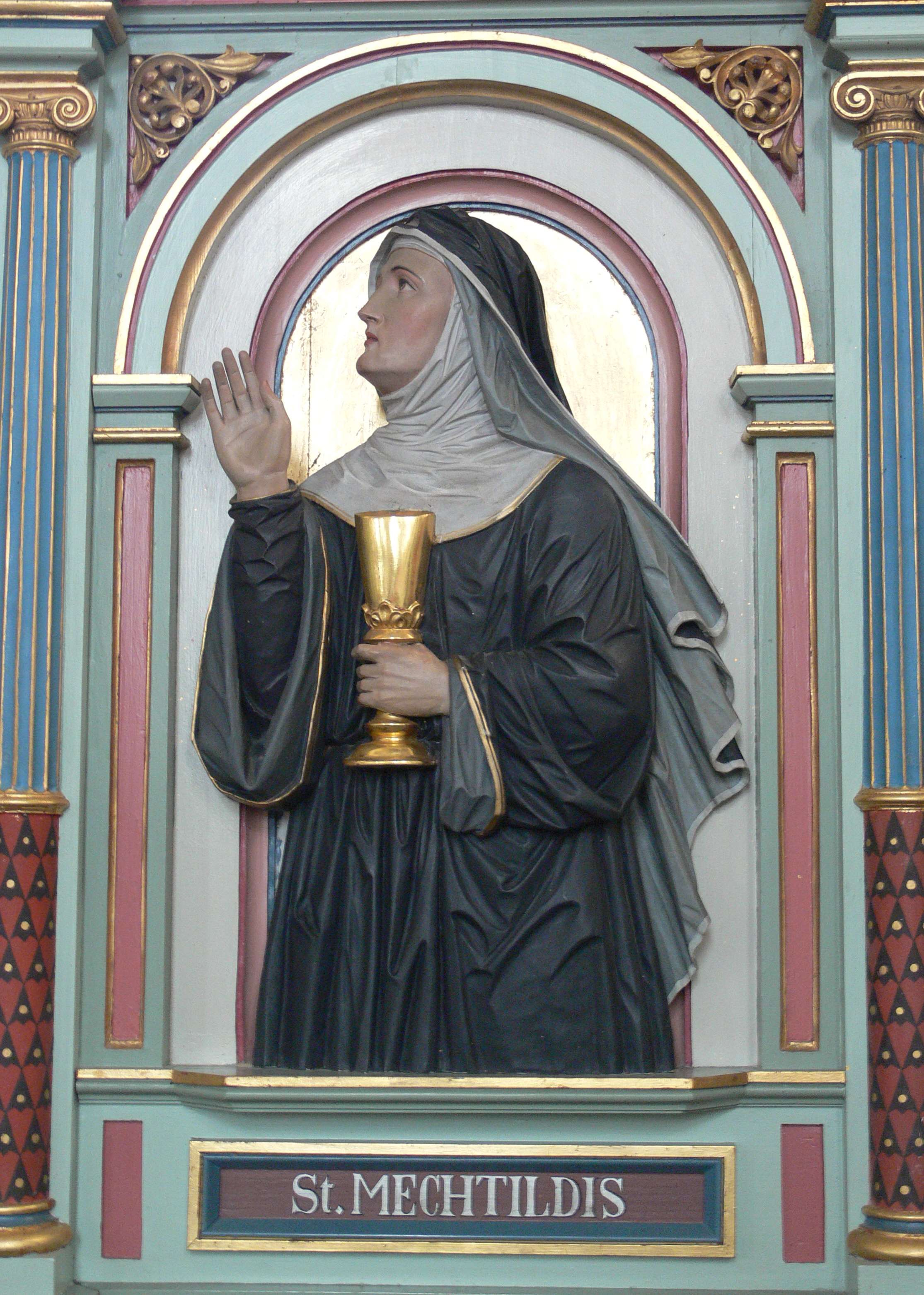
Matilde de Magdeburgo representada en la sillería del coro de la iglesia de Merazhofen (Leutkirch im Allgäu), tallada en 1896 por Peter Paul Metz.

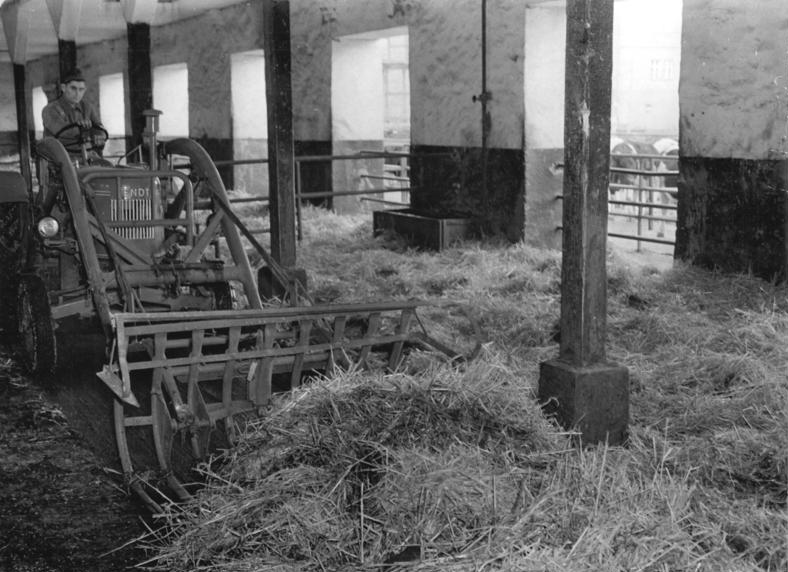
Imagen de 1959 de la explotación agropecuaria que, durante la República Democrática de Alemania, se instaló en las que habían sido dependencias del monasterio de Helfta.

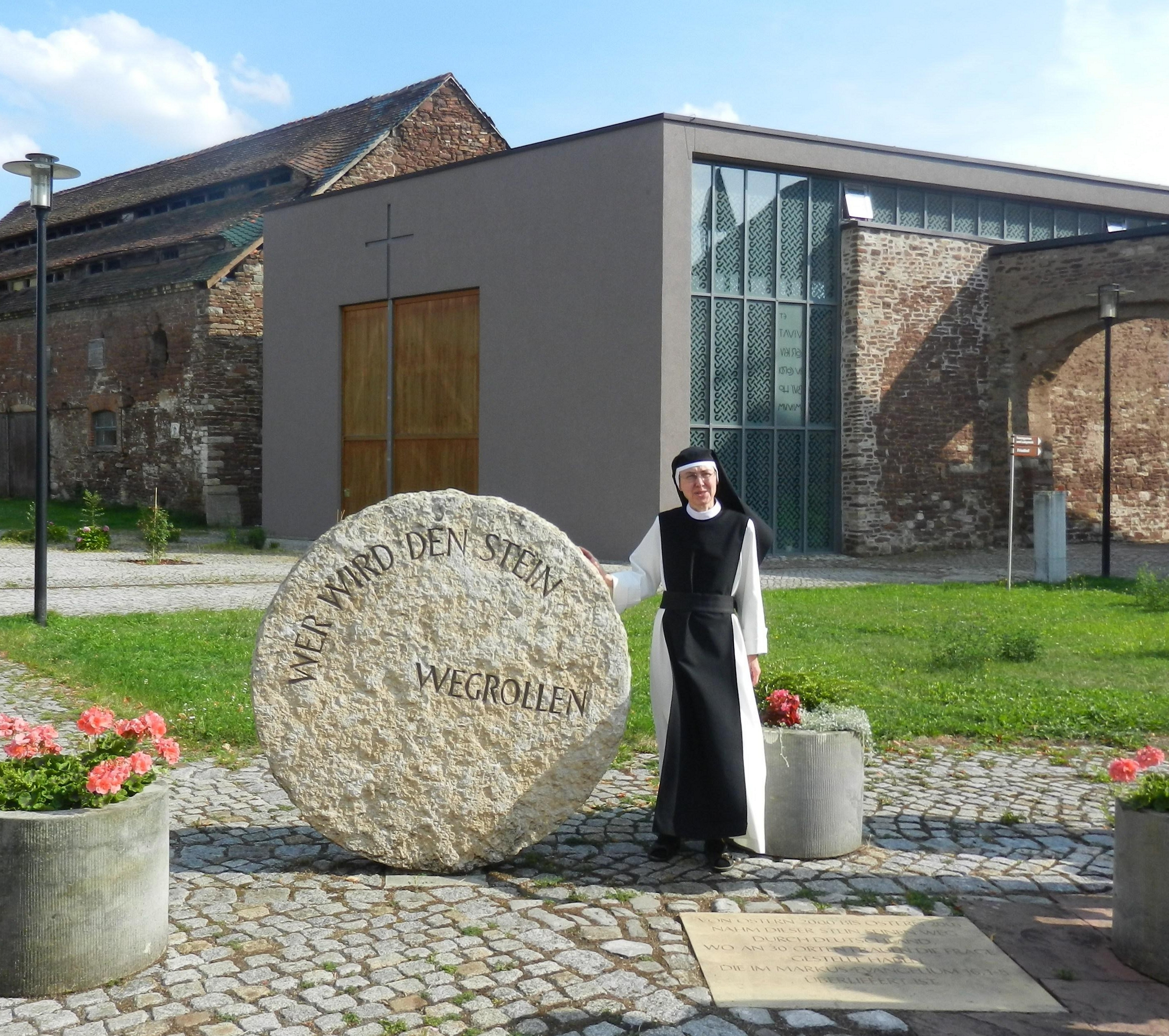
Al fondo, la capilla de Santa Gertrudis del Monasterio de Helfta, con una de las hermanas de la comunidad cisterciense en primer término (2013).

El Monasterio de la Asunción de María (conocido también como Monasterio de Santa María de Helfta o, simplemente, como Monasterio de Helfta) es una abadía cisterciense femenina situada en la localidad alemana de Helfta, aunque tuvo, brevemente, otras sedes (fue fundado en Mansfeld y durante unos años fue trasladado a Eisleben, donde fue conocido como Nueva Helfta). Fundado en 1229, llegó a su esplendor en ese siglo con la abadesa Gertrudis de Hackeborn, cuando la comunidad cisterciense de Helfta se convirtió en un influyente centro espiritual y místico gracias a las monjas Matilde de Magdeburgo, Gertrudis Magna y Matilde de Hackeborn (hermana de la abadesa Gertrudis). Posteriormente el monasterio sufrió una larga decadencia y las consecuencias de los conflictos armados, las revueltas sociales en la zona y la Reforma protestante. El monasterio se secularizó en 1542, renació efímeramente como comunidad benedictina femenina entre 1869 y 1875 en Nueva Helfta (Eisleben). En 1999, tras ser restaurados los edificios de la Vieja Helfta (en los tiempos de la República Democrática Alemana fue una explotación agropecuaria estatal y se deterioraron tanto las instalaciones que se pretendió derribarlas en 1988, pero la activa oposición del profesor de arte Joachim Herrmann lo impidió) el monasterio renació con la instalación de una comunidad cisterciense femenina. 
El monasterio de Helfta es un punto importante de la ruta turística Straße der Romanik (calzada románica) del estado de Sajonia-Anhalt, que a su vez forma parte de Itinerario Cultural del Consejo de Europa Transromanica.

## Fundación y esplendor en elsigloXIII
El monasterio fue fundado en 1229 por Burchard, conde de Mansfeld, y su mujer Elisabeth von Schwarzburg. Se encontraba próximo a la residencia condal, el castillo de Mansfeld. La primera comunidad estuvo compuesta por siete monjas procedentes del monasterio de Santiago de Halberstadt. En 1234, la viuda del conde Burchard trasladó el monasterio a Rossdorf, al noroeste de Eisleben, e ingresó en él como monja. Allí murió en 1240. 

### La abadesa Gertrudis de Hackeborn
En 1251 es nombrada abadesa Gertrudis de Hackeborn, quien se mantendrá en el cargo durante cuarten años, hasta 1291. Su poderosa personalidad será decisiva para convertir el monasterio en un gran centro teológico, intelectual y místico.

#### Traslado a Helfta
En 1258, dada la escasez de agua que padecía, el monasterio se trasladó de nuevo, esta vez a Helfta. Testimonio de estos traslados es una lápida de los condes fundadores que fue reubicada en los distintos monasterios y que actualmente se conserva en la iglesia de San Andrés de Eisleben.
Los condes fundadores y sus sucesores dotaron al monasterio de abundantes bienes raíces, que se vieron acrecentados por otras donaciones señoriales de los nobles de Hakeborn, Querfurt y Schraplau. En la escuela monástica estudiaron numerosas alumnas que ingresaron en el convento y algunas llegaron a abadesas (casi todas procedentes de familias aristocráticas; de las 18 abadesas, 15 fueron nobles). Se estima que en algún momento el número de monjas del convento debió de superar el centenar.

#### Matilde de Hackeborn, Gertrudis la Magna y Matilde de Magdeburgo. Prestigio intelectual y espiritual del monasterio
La abadesa Gertrudis de Hackeborn defendió siempre la independencia de la abadía. La comunidad vivía bajo la regla benedictina, pero se sentía muy afín a la reforma cisterciense, aunque no llegaron a integrarse en esta orden. Tanto benedictinos como cistercienses consideraban que el monasterio de Helfta pertenecía a su orden. También tuvieron un contacto estrecho con los dominicos de Halle y se sintieron muy afines a la defensa de la pobreza practicada por las beguinas y por las órdenes mendicantes (ese espíritu ya estaba en la voluntad de la condesa fundadora del monasterio, Elisabeth). Hacia 1270 ingresó en el monasterio la mística y beguina Matilde de Magdeburgo, quien ya debía de tener cerca de sesenta y tres años.
Gertrudis de Hackeborn impulsó que el monasterio fuera un lugar de estudio. La biblioteca estaba muy bien surtida y el scriptorium no solo surtía de libros al monasterio, sino también a otras bibliotecas. Se dio mucha importancia a la música (Matilde de Hackeborn, hermana de la abadesa y monja en el monasterio, fue conocida como el Ruiseñor de Cristo). Los escritos teológicos y místicos de Gertrudis Magna y de Matilde de Magdeburgo fueron muy conocidos y hoy no se considera que sean expresión del talento singular de sus autoras sino de toda la comunidad monástica que las acompañaba, apoyaba y participaba de sus ideas y espiritualidad, por lo que hoy se habla de una Escuela Teológica de Helfta. Así, en la escritura de las visiones de Gertrudis y Matilde fue importante la llamada Hermana N, de la que se desconoce el nombre, pero que debió de realizar la transcripciones de las palabras de las monjas místicas.

#### Influencia posterior
La influencia del monasterio de Helfta sobre el misticismo alemán fue enorme. Sus escritos se difundieron en el sur de Alemania, a través de las rutas comerciales que iban desde Magdeburgos hasta Suabia, el Alto Rin y Suiza, pasando por Nuremberg. Se discute si el maestro Eckhart (quien fue prior en el cercano monasterio dominico de Erfurt) conoció los escritos de Helfta y si influyeron en él. La invención de la imprenta hizo que las obras escritas en Helfta tuvieran mayor difusión a partir de 1500 y es posible que fueran conocidas por Catalina de Bora y Martín Lutero.
En el ámbito católico, a partir del siglo XVI los escritos de Helfta, especialmente los de Gertrudis, fueron siendo cada vez más conocidos y apreciados, y su aprecio llega hasta la teología contemporánea, que valora esta aportación femenina a la mística y su defensa de una relación íntima y amorosa entre Dios y las personas.

## Declive, traslado a Nueva Helfta, Reforma protestante y supresión del monasterio
Tras los años de florecimiento bajo la abadesa Gertrudis de Hackeborn, llegaron después tiempos de dificultades y decadencia, debido en buena parte a conflictos políticos. Uno de los más traumáticos fue la disputa de Albrecht II de Braunschweig por el Obispado Principesco de Halberstadt, quien destruyó el monasterio a mediados del siglo XIV. El conde Burchard IX de Mansfeld decidió reconstruirlo en otro lugar, y lo instaló en Eisleben, donde se conoción como Nueva Helfta (Neu Helfta). Durante las revueltas campesinas el monasterio quedó abandonado (las monjas pudieron huir por la ruta de Halle), el edificio sufrió grandes daños (aunque los condes de Mansfeld pudieron sacar y poner a salvo parte de los tesoros) y buena parte de sus fondos documentales fueron quemados (algunos incunables y grabados se conservan hoy en la biblioteca de la iglesia de San Andrés). Cuando volvió la tranquilidad, algunas monjas regresaron y, por petición del conde Hoyer VI de Mansfeld, se restableció en monasterio en 1529 en la antigua propiedad de Helfta (Alt Helfta), con Katharina von Watzdorff como abadesa.
En 1542, tras la muerte de la abadesa Walburg Reuben, el monasterio fue secularizado por el conde Hans Georg von Mansfeld-Eisleben y en 1566, acuciado por las deudas, el conde vendíó el monasterio por 34.000 florines de oro a Franz von Kerssenbrock. En 1641 pasó a ser propiedad del general brandeburgués Georg Adam von Pfuel (casado con una nieta de Von Kerssenbrock) y, en 1699, a su yerno, el mariscal de campo Heino Heinrich von Flemming. En 1712, el rey Federico Guillermo I de Prusia formó un dominio real con Helfta y otras posesiones vecinas.

## Efímera comunidad benedictina en Nueva Helfta
En 1868, una parroquia católica adquirió el antiguo monasterio de Nueva Helfta en Eisleben, que fue reabierto en 1869 con una comunidad de Benedictinas del Santísimo Sacramento procedentes del monasterio de Osnabrück. La proclamación de Guillermo I de Alemania como emperador del II Reich en 1871 y la política anticatólica del canciller Otto von Bismarck, plasmado en el conflicto conocido como Kulturkampf, llevó a la supresión de numerosas órdenes religiosas. El monasterio de Helfta se cerró en 1875 y las monjas se exilaron en Oldenzaal, en los Países Bajos.

## Explotación agrícola durante la RDA
La República Democrática de Alemania reconvirtió el antiguo complejo monástico de Helfta en una gran explotación agropecuaria estatal (Volkseigenes Gut, VEG) en la que trabajaban unas 2000 personas. Durante ese tiempo, los viejos edificios conventuales se deterioraron mucho y se produjeron desplomes en su arquitectura. La degradación llegó hasta tal punto que en 1988 se decidió derribarlo todo. Sin embargo, el profesor Joachim Herrmann inició una activa campaña y consiguió impedirlo. De la segunda mitad del siglo XIII solo quedan restos de la iglesia, que era de una sola nave, de estilo gótico. Perdura un muro alargado de la iglesia, en el que se abren tres ventanas de medio punto, fragmentos de los muros sur y norte, y una galería en la zona occidental del convento.

## Restauración y nueva comunidad monástica
Tras la Reunificación alemana, se impulsó la idea de restaurar el monasterio y de que una comunidad de religiosas volviera a habitarlo y, con este fin, se creó la Asociación de Amigos del Monasterio de Helfta el 3 de junio de 1992. Gracias a las donaciones de esta asociación, en agosto de 1994 la diócesis de Magdeburgo pudo adquirir a la Treuhandanstalt la propiedad del edificio y los terrenos por 1,5 millones de marcos alemanes.
Los estudios previos a la restauración comenzaron en 1996, y el 1 de septiembre de 1998 se iniciaron las obras, impulsadas por el obispo de Magdeburgo, Leo Nowak. En la primera fase, las obras costaron alrededor de 15 millones de marcos alemanes, recaudados con donaciones llegadas desde todo el mundo. La Agencia Federal de Empleo apoyó la reconstrucción contratando a 36 desempleados de la región.
El 13 de agosto de 1999 se instalaron en Helfta siete mujeres cistercienses procedentes de la abadía de Seligenthal en Landshut, con Maria Assumpta Schenkl como abadesa fundadora. Una carta papal del 17 de noviembre de 1999 certificó la nueva fundación. El 21 de noviembre de 1999 el obispo de Magdeburgo, Leo Nowak, consagró la iglesia y bendijo las instalaciones monásticas, que se caracterizan por la mezcla de restos antiguos y de arquitectura moderna. El lugar se ha convertido en un centro de estudio y retiro espiritual. Las instalaciones incluyen un hotel, una residencia de ancianos  (2003) o una capilla moderna dedicada a Santa Gertrudis (2008).
El 22 de abril de 2002 se creó la Fundación Monasterio de Santa María de Helfta a la que se transfirió la propiedad del edificio y sus terrenos.
La Comunidad de Mujeres Católicas de Alemania (Katholische Frauengemeinschaft Deutschlands, KFD) creó en terrenos del monasterio el llamado Laberinto viviente, un laberinto vegetal, símbolo de la misericordia divina y del vientre de Dios que da lugar a la vida.

### Sellos
Se conservan varios sellos antiguos usados en la abadía. 
Uno de ellos, ovalado, representa el episodio de la Anunciación, con las figuras del arcángel y la Virgen bajo un dosel y el lema en letras mayúsculas S. SCE. MARIE VIRGINIS IN HELPEDE.
Otro sello de 1311, perteneciente a la abadesa Sophie, muestra una figura femenina orante ante Cristo resucitado, con la inscripción S. ABBATISSE. MON. HELPEDE.
También se conserva, pero mutilado, un sello de la abadeas Lukardis junto con otro de preboste Johannes en una escritura del 9 de septiembre de 1346. El lema dice: ABBATISSE… RD HELPED y (S)IGILLUM PREPOSITI IN HELPE.

### Abadesas de la comunidad a partir delsigloXX
- Maria Assumpta Schenkl, abadesa fundadora. Murió en 2009.
- Agnes Fabianek, procedente del monasterio de Mariastern-Gwiggen (Austria), fue nombrada administradora por el abad general Maurus Esteva en 2009 por un periodo inicial de año y medio.[11] El 18 de noviembre de 2010 fue elegida abadesa por la comunidad y ocupó este cargo hasta su muerte en 2015.[12]
- Christiane Hansen: procedente del convento cisterciense danés de Sostrup, se trasladó a Alemania, primero a la abadía de Seligenthal y luego a Helfta en 2013. Fue elegida abadesa por la comunidad.[13][14]